# Parnassos
Parnassos eller Parnassus (græsk: Παρνασσός, Parnassós) er et bjerg i det centrale Grækenland, der tårner over verdensarvsstedet Delphi, nord for Korinthbugten.
Parnassosbjerget har naturskønne udsigter over landskabet og har oliven lunde og bølgende bakker. Bjerget ligger også nær historisk, arkæologisk og kulturelt betydningsfulde seværdigheder (såsom Delphi). Rekreativt giver skråningerne af Parnassos mulighed for vandreture (i de tre varme årstider) og skiløb om vinteren. Dens smeltende sne giver vand til de omkringliggende samfund og så langt som til Athen. Bjerget består af kalksten, og dets sten indeholder bauxit, en malm, der er rig på aluminium. I krig har Parnassos været et center for modstand, og har givet partisaner dækning og tilflugt.
Parnassos kendes allerede i den tidlige antikke græske litteratur. Mange af dets gamle samfund er citeret i Homers Iliade. Fra et sprogligt synspunkt var det hjemsted for Dorerne, og Fokeerne, der talte en dorisk dialekt, Fokisk. Ifølge græsk mytologi var dette bjerg helligt for Dionysos og de dionysiske mysterier; det var også helligt for Apollon og Thriernymferne, og var hjemsted for muserne.
Der er dog et betydeligt hul i historien om navnet på Parnassos. Der fandtes mykenske bosættelser mod syd og øst. De havde god udsigt over Parnassos og klatrede ofte på en del af det, og alligevel forbliver navnet ukendt i det, der er kendt som deres sprog, mykenisk græsk, som er skrevet i lineært B-skrift.

## Geologi og geografi
Parnassos ligger i et af de største bjergrige områder på fastlandet Grækenland og er et af de højeste græske bjerge. Det fordeler sig over tre regionale enheder nemlig Boeotia, Phthiotis og Fokis, hvor den største del ligger. Bjerget har en højde på 2.457 meter, og dens højeste top er Liakouras. Mod nordvest er det forbundet med Giona-bjerget og mod syd til Kirphe.
Bjerget er afgrænset mod øst af dalen af den boeotiske Kephissus og mod vest af dalen ved Amfissa. Et usædvanligt geologisk træk ved Parnassos er dets rige aflejringer af bauxit, hvilket har ført til deres systematiske minedrift siden slutningen af 1930'erne, med økologisk skade på en del af bjerget til følge.

## Mytologi
Parnassosbjerget er opkaldt efter Parnassos, søn af nymfen Kleodora og manden Kleopompus. En by, hvor Parnassos var leder, blev oversvømmet af voldsomme regnvejr. Borgerne løb fra oversvømmelsen og lod sig lede af ulvehyl op ad bjergskråningen. Der byggede de overlevende en anden by og kaldte den Lykoreia, som på græsk betyder "ulvenes hyl." Mens Orfeus boede på Parnassos  med sin mor og sine otte smukke tanter, mødte han Apollo, som var på frierfod til den lattermilde muse Thalia. Apollo blev glad for Orfeus og gav ham en lille gylden lyre og lærte ham at spille den. Orfeus mor lærte ham at lave vers til sange. Da Oraklet i Delphi var helligt for guden Apollo, blev bjerget selv forbundet med Apollo . Ifølge nogle traditioner var Parnassos stedet for fontænen Castalia og musenes hjem; ifølge andre traditioner faldt den ære til Helicon-bjerget, et andet bjerg i samme bjergkæde.

## Parnassos som metafor
Som musernes hjem blev navnet Parnassos kendt i skønlitteraturen som et sted for poesi, litteratur, og videre til lærdom og visdom. Bjerget, der var hjemsted til de ni muser som beskyttede kunstarterne i græsk mytologi, har givet navn til den parisiske bydel Montparnasse på Seinens venstre bred, hvor kunstnere og digtere plejede at samle sig og recitere deres digte offentligt.
I moderne sprog er parnasset et sted eller personkreds hvor den herskende mening dannes inden for f.eks politik, kultur eller videnskab.

## Nationalpark
Den betydningsfulde biodiversitet, både i flora og fauna, fik myndighederne til at oprette nationalparken Parnassos i 1938, året hvor den systematiske udvinding af bauxit startede. Parken består af et landskab på 145,69 km2 spredt ud på det bjergrige område mellem Delphi, Arachova og Agoriani. Blandt de endemiske plantearter, der er under beskyttelse, er det græsk ædelgran og den parnassiske pæon (Paeonia parnassica). I parken findes ulve, vildsvin, grævlinger og væsler.